# ボクの女に手を出すな
『ボクの女に手を出すな』（ボクのおんなにてをだすな）は、1986年12月13日に公開された日本映画。小泉今日子主演、中原俊監督。東映・バーニングプロダクション・ウイングス・ジャパン製作提携、東映洋画配給。主題歌「木枯しに抱かれて」は小泉今日子の代表曲として知られる。　

## ストーリー
天涯孤独の不良娘が、ひょんなことから大富豪のお坊ちゃまの家庭教師をすることになり、誘拐事件に巻き込まれていく姿を描く物語。

## キャスト
黒田ひとみ
演 - 小泉今日子
不良娘。冒頭でスーパーで働いていたがクビになりアパートの家賃も払えなくなったため追い出される。中卒だが人に頼まれて進の家庭教師をすることになり、“東京女子大学英文科の学生”ということにして米倉家で過ごし始める。不良なため素行が悪い時もあるが、曲がったことは嫌いな性格で自分が正しいと思った時は考えを曲げないで相手に主張する。
加島和也
演 - 石橋凌
弁護士で、米倉家の顧問弁護士。万引きをして警察から追われるひとみを助けたことで親しくなる。ひとみと同じく既に親がいないため彼女に親近感を持つ。妙子から進の家庭教師を探していることを聞いて、ひとみにその役目を依頼し、数日後彼女の様子を見に米倉家に訪れる。

### 米倉家の関係者
米倉進
演 - 山田哲平
米倉大造の息子で7歳。資産家である米倉家の二十四代目となる存在で、現時点で既に本宅の土地などは自身の名義になっている。小学1年生だが学校嫌いなため、現在は通学せずに自宅で勉強している。わんぱくでわがままな性格で子供ながらに気が強く、ひとみにも命令口調で話す。趣味は釣り。ひとみに反発するが、徐々に慕い始める。
米倉妙子
演 - 森下愛子
進の腹違いの姉。現在はアメリカ在住でアーティスト・コーディネーターの仕事をしている。葬儀や遺産整理のためしばらくの間一時帰国し実家の米倉家で過ごす。自身と進の父親・大造が生前所有していた約20ほどの島や別荘の遺産整理の作業を、加島に相談している。手を焼かせる進の家庭教師には普通の女子大生では務まらないと考え、中卒であることを知った上でひとみに信頼を寄せて任せる。
水谷キヨ
演 - 岩崎加根子
米倉家に代々仕える水谷家の女性。進の面倒などを見てきた。米倉家に仕えて来たことに誇りを持っているが、ひとみに対してあれこれと口やかましく接する。米倉家の使用人だが時にでしゃばった言動をしてしまうことがあるため、妙子から注意されることもある。
水谷栄作
演 - 奥村公延
キヨの夫らしき男性。米倉家の庭の植物の手入れなどをしている。キヨと妙子が一時ゴタゴタした時にそばにいながら何もできず立ち尽くすなど頼りない性格。

### ひとみと関わる主な人たち
本城美知子
演 - 金子美香
ひとみの親友。17歳の高校生。不真面目な性格で放課後に夜の街を遊び歩いて親を心配させている。ただし、ひとみに対しては冒頭で金欠で困る彼女のために、ホテトル嬢の仕事をしようとしたり万引きを手伝うなど方法はあまり良くないが思いやりのある行動を取っている。実家は板橋で工場を経営している。その後誘拐犯から逃げてきたひとみと進の手助けをする。
白木功
演 - 河原崎次郎
殺し屋。佑介と出会ったきっかけなどは不明だが、彼に進を誘拐し大金を手に入れることを命じる。非常に執念深く粗暴な性格で怒るとすぐに暴力的な行動を取る。その後ペンションを逃げ出したひとみと進を捕まえようとし、彼女の命を狙い始める。
会田佑介
演 - 山田辰夫
ひとみの不良時代からの知り合いらしき若者。仲間のトオルと共に、家庭教師になったひとみと進の前に偶然を装って現れるが実は誘拐事件を企んでいる。そのまま2人を騙してワゴン車でペンションに連れて行き、ひとみに誘拐事件の仲間に加わるよう告げ、米倉家に進誘拐の身代金を要求する。
津山道夫
演 - 夏八木勲
警視庁刑事。「ブッチ」で賭けポーカーをしているとの情報を掴んでガサ入れする。また、万引きしたひとみの行方を追う。その後誘拐事件のことを知り、ひとみと進の捜索に携わるようになる。

### その他の人たち
大家
演 - 千石規子
以前ひとみと約束した家賃支払いの期日を迎えたため、彼女の部屋に催促しに来る。
スーパーの店長
演 - 大門正明
冒頭のスーパーで働くひとみの雇い主。客とトラブルを起こしたひとみと一緒に謝るが、直後に高価な洋酒を割ってしまったためクビにする。
着飾った婦人
演 - 塩沢とき
スーパーの客。リンダと名付けた小型犬を飼っている。ひとみが働くスーパーに買い物に来たが、リンダが店の商品にいたずらし、犬を叱った彼女とトラブルになる。
ホテトルの女主人
演 - 室井滋
「USO」(ユー・エス・オー)というホテトル店(表向きは、モデルクラブのフリをしている)を経営。ひとみの知人。作中で美知子とひとみが、ホテルの客をすっぽかしたことが原因で警察から自身の店が目をつけられてしまう。面倒なことが嫌いな性格でケチな所がある。ある時進を連れてやって来たひとみを邪険に扱う。
ホテルの客
演 - 高田純次
ホテトル嬢の仕事をすることになった美知子の相手。ホテルの一室で美知子との行為を始める前に一人で風呂に入って体を洗うが、直後に現れたひとみに美知子を連れ去られてしまう。
バー「ブッチ」のマスター
演 - 宍戸錠
ひとみとは、不良時代からの顔見知り。表向き普通のバーとして酒を提供しながら、客たちが賭けポーカーすることを黙認している。詳細は不明だが、外国訛りの日本語を話す。
港の青年
演 - ウッチャン、ナンチャン
ある時港から乗船する船が故障して待ちぼうけをくらっているひとみに、2人でナンパ目的で声をかける。
車掌
演 - 谷村昌彦
走行中の電車に乗るひとみと進に乗車券を確かめる。

## スタッフ
- 監督 - 中原俊
- 企画 - 川村光生
- 製作 - 周防郁雄、長谷川安弘
- プロデューサー - 黒澤満、伊藤亮爾、紫垣達郎、遠藤茂行
- 脚本 - 斎藤博、中原俊
- 原作 - 桑原譲太郎
- 撮影 - 鈴木耕一
- 照明 - 木村誠作
- 美術 - 中澤克巳
- 録音 - 神保小四郎
- 編集 - 冨田功
- キャスティング - 飯塚滋
- 助監督 - 大谷康之
- 製作担当 - 望月政雄
- 音楽 - 川村栄二
- 音楽プロデューサー - 高桑忠男、石川光、田村充義
- 主題歌 - 小泉今日子「木枯しに抱かれて」（発売元 - ビクター・レコード）
- 挿入歌 - 長山洋子「ヴィーナス」（発売元 - ビクター・レコード）
- 製作協力 - セントラル・アーツ、ウイングス・ジャパン
- 東映株式会社 = バーニングプロダクション提携作品

## 製作

### 企画
小泉今日子が「映画をやりたい」とスタッフに働きかけ、1985年の『ビー・バップ・ハイスクール』の製作段階から、小泉主演を核とした映画の構想を練っていたウイングス・ジャパンの長谷川安弘代表が、原作・脚本に処らず、100%の小泉今日子＝kyon2を見せていくという戦術を組み、プロデューサーをセントラル・アーツ代表・黒澤満に頼み、共同作業でスタッフ・キャストの選定、及び脚本作りを進めた。原作クレジットの桑原譲太郎には、本作のために脚本と同時進行で集英社での執筆を依頼した。また東映洋画に掛け合い、正月番組として薬師丸ひろ子作品とのカップリングを認めさせ、音楽展開をビクター音楽産業に、宣伝・配給を東映洋画にというメディア分担を決めた。小泉はスタッフの多数決でこの企画が決まったと述べている。アクションシーンが多いため、小泉には一億円の保険が掛けられた。
小泉今日子は映画三本目だが、デビュー直後から若手監督に人気があり、長谷川和彦が準備していた『PSI』は、小泉をイメージして構想していたといわれ（『愛・旅立ち』にスライド）、石井聰亙も小泉の主演映画をやりたがっていた。中原俊も小泉で映画を撮りたいと希望していて、新井素子原作の『ひとめあなたに…』を小泉主演で企画を提出したりしていた。日活時代の試験監督で、その後も目をかけてもらっていたセントラル・アーツ代表・黒澤満から声がかかり二つ返事で監督を承諾した。中原は1985年に撮った烏丸せつこ主演の『メイク・アップ』が当時お蔵入り中で、一般映画はまだ公開されていなかった。中原は「黒澤さんの顔を潰さないためにも頑張りたい」と話した。そうした事情をよく知る『GORO』の編集者から中原は製作記者会見で花束を受け取った。

## 脚本・撮影
桑原譲太郎の原作が先にあってそれを脚色したのではなく、プロットは中原が小泉をイメージして構想していたもので、「高校受験の中学3年生の女の子が徹夜で勉強していて『なんで私、勉強しなきゃいけないんだろう』と思いながら、朝起きたとき、どういう夢だったかな、こんな夢だった」というもの。内容をリアルにしたのは「胡蝶の夢」がベースとしてあるという。それをプロデューサーたちと話し合い、桑原に同時進行でノベライゼーションしてもらう形を採った。中原のイメージは、オードリー・ヘップバーンやゴールディ・ホーンが演じた巻き込まれ型映画に出来るだけ近づけたいと努力した。企画から脚本までの共同作業で最もスタッフから出た言葉は「『シャレード』はどうだったかな」だという。また脚本をそのまま撮るのではなく、小泉の意見を取り入れ、脚本を小泉に味付けしてもらうという手法を採った。このため現場で脚本をいじるため、斎藤博が原稿用紙を持って現場に同行した。小泉は前作『生徒諸君!』が初主演だったこともあり、スタッフに溶け込めず。本作は地に近い役で、中原も小泉の大ファンで楽しそうに撮影をやるので今回はスタッフにも溶け込め、宴会もあり和気あいあいの撮影になった。中原の小泉に対するミーハー部分がいい意味で活かしきれるかが作品の出来に関わるだろうと評された。

## 撮影記録
90％以上がロケ。1986年10月3日クランクイン。都内、広尾ナショナルスーパーマーケットから撮影スタート。小泉は同店の店員の制服で撮影。小泉は制服の着れるアルバイトをしたいと希望していたが、想像以上に早く芸能界デビューしてしまいバイトは未経験で、この撮影で制服を着るという夢を叶えた。同店は年中無休のため、借用可能な朝6時から9時までと夜7時から。撮影後六本木へ移動。本番撮影中、雑踏の中から吉川晃司が「よお!」と現れたが本編には使われず。3メートル先で吉川も撮影中。道を隔てた飯倉で小林麻美も撮影中だった。
10月7日～8日、長野ロケ。7日、松本市郊外のリンゴ園、ワサビ畑、白樺湖、姫木平と松本のペンション。霧ヶ峰ビーナスラインでの走行シーンは濃い霧のため中止し、ペンション内のシーンへ変更。8日、小海線佐久広瀬駅、甲斐小泉駅、小淵沢駅。
10月10日、にっかつ撮影所、スタジオ撮影、ひとみの部屋。松竹『瀬戸内少年野球団青春篇 最後の楽園』も同時期に撮影中。田原俊彦がスタジオの外でよくキャッチボールの練習をしていた。中原俊が日活出身だからにっかつ撮影所を使ったと見られるが、色んな会社がにっかつ撮影所で撮影するのは単にここがレンタル料が安かったというのもある。ロケも同所集合。百恵・友和映画も東宝映画に関わらずにっかつ撮影所で全て撮影されたのもこの理由による。10月13日、にっかつ撮影所、加島（石橋凌）のマンションセット。15日も同所。
10月17日、新宿駅朝9時発のあずさ車中ロケ。他に山梨県一宮町でのリテイク。神奈川県津久井郡早戸川では小泉の母校近くでの撮影。ロケ隊が同校前を通る際、小泉がスタッフに言おうとしたら「すっげえ、まだ木造校舎。生徒もほっぺ赤い子が多いよ。珍しいな!」とスタッフから言われたため言い出せず。黙って通そうとしていたら、近所のおばさんがミカンを持って来て「あんた、そこの学校だったね。よく見たよ」と言われスタッフ唖然、小泉顔真っ赤っかとなる。丹沢の山奥に入り、山道の足場の悪い場所で、小泉が子供を連れてのアクションシーン。天候に恵まれず、ぬかるみだらけの撮影で大量の靴が準備された。
10月22日、米倉家をイメージする大邸宅が見つからず、家の門の前は長野県松本市、家の裏は『犬神家の一族』でも撮影に使われた松本市郊外の家、一階の進の部屋と池は『生徒諸君!』でも使われた山梨県大月市の家。2階のひとみの部屋は箱根強羅、庭は箱根の石葉亭ほか、熱海と五軒の家を借り、計6ヶ所を繋ぎ合わせた。箱根ロケの前に小泉と森下愛子が会うシーンは逗子マリーナキャプテンズカフェ（期日不明）。
10月24日～29日、静岡県伊豆下田市ロケ。ウッチャンナンチャン参加。米倉家の別荘設定の無垢島は田牛サンドスキー場の入江を見立てたもの。船五隻を使っての撮影。小泉がボートの操縦に難航、小泉はTV「ザ・サンデー』・ラジオ「オールナイトニッポン」とそれぞれ週一本のレギュラー出演があり、この間東京―下田を三往復。石橋も出演決定前に決まっていたライブ・学園祭が二本あり、夜間、石川県金沢移動→下田帰りという強行スケジュール。
11月3～7日、熱海、箱根、都内ロケ。7日、神宮絵画館前と軟式グラウンド。グラウンドは撮影を優先してもらえず、抽選で1日のみ借りられたが代替日は取れず、悪天候でも撮影決行予定だった。11月10～11日、諸スケジュールの都合で役者を使う撮影はこれで最後のため48時間体制で撮影。10日都内、六本木の後、丹沢早戸川で撮り直し分、東宝スタジオでスクリーン・プロセス。11日都内、目黒ラブホテル、銀座ロケセット、六本木でクランクアップ。仕掛り40日、実働36日。小泉は自ら希望した映画だけに、ハードな撮影を全力投球し、「後遺症か、珍しく後で風邪を引いた」と話した。

## 興行
1987年の正月映画・東映『紳士同盟』の対抗作として、1986年7月に東宝が斉藤由貴を二年連続正月映画の主演に起用し『恋する女たち』をぶつけることになった。『紳士同盟』は1986年夏の時点では薬師丸と明石家さんまの共演が決定していたため、充分に強力だったが、更に万全を期すため、人気絶頂の小泉今日子主演の本作を併映し、アイドル若手女優もの、ヤング路線とし、ヤング層の強烈な支援を期待することになった。

## 同時上映
- 『紳士同盟』
  - 主演：薬師丸ひろ子
  - 出演：時任三郎、伊武雅刀、仲村トオル、三宅裕司、夏樹陽子、財津一郎、石橋蓮司、小林桂樹
  - 監督：那須博之